# Komořanské mlýny
Komořanské mlýny jsou čtyři zaniklé vodní mlýny v Praze-Komořanech, které stály na pravém břehu Vltavy.

## Historie
Vodní mlýny jsou zmíněny v listině zemského hejtmana Hynka Berky z Dubé z 23. dubna 1325, ve které nařizuje strhnout mlýny u Komořan a Hodkoviček neprávem postavené „na škodu kláštera Zbraslavského i obou měst Pražských“. Roku 1329 byla královna Eliška tomuto stržení osobně přítomna a „kázala požárem zničiti čtyři mlýny, jež na porok kláštera Zbraslavského na řece Vltavě v Komořanech byly umístěny a sestrojeny“.